# Vásárosnamény
Vásárosnamény est une ville et une commune du comitat de Szabolcs-Szatmár-Bereg, dans le nord-est de la Hongrie. Sa population s'élevait à 8 707 habitants en 2011.